# جنگ صلیبی پروسی
جنگ صلیبی پروسی مجموعه‌ای از لشکرکشی‌های صلیبیان کاتولیک رومی، به رهبری شوالیه‌های تتونیک، برای مسیحی‌سازی اجباری پروسی‌های پاگان بود. شوالیه‌های تتونیک که پس از چندین لشکرکشی ناموفق از سوی پادشاهان مسیحی لهستان فراخوانده شدند، جنگ‌های ضد پروسی‌ها، لیتوانیایی‌ها و ژمایتیایی‌ها را در سال ۱۲۳۰ آغاز کردند. شوالیه‌ها در پایان سدهٔ سیزدهم، که چندین شورش پروسی را سرکوب کرده بودند، چیرگی خود سراسر پروس را بنا نهادند و بر پروسی‌ها از طریق دولت رهبانی خود حکومت می‌کردند. آن‌ها به مرور زبان پروسی و فرهنگ دین پیشا-مسیحی پروسی‌ها را با ترکیبی از نیروی فیزیکی و تفکری از میان بردند. برخی پروسی‌ها به کشور همسایه لیتوانی پناه بردند.

## ماموریت‌ها و درگیری‌های نخستین
ولفستان از هدبی، یکی از مأموران آلفرد بزرگ، به پروسی‌های دریانورد و دامدار به عنوان یک مردم خودسالار و نیرومند اشاره می‌کند. میشکو یکم، رهبر پولان‌ها، تلاش کرد قلمروی خود را از سرزمین فتح‌شدهٔ در دهانهٔ رود اودر تا پروس گسترش دهد. بولسواف یکم، پسر میشکوی یکم، فتوحات سرزمینی خود را به بزرگی گسترش داد و از آدالبرت از پراگ به هدف فتح پروس در سال ۹۹۷ استفاده کرد، اما مبلغ مذهبی توسط بومی‌ها کشته شد. برونو از کوئرفورت، پس از کمی موفقیت میان پروسی‌ها، همچنین در سال ۱۰۰۹ کشته شد. بولسواف یکم فتوحات خود در سرزمین‌های محاط ادامه داد و در سال ۱۰۱۵ جمعیت‌های بومی بخش‌های بزرگی از پروس را ویران کرد.

تیره‌های بالتیک و پروسی، ۱۲۰۰

لهستانی‌ها ضد همسایگان خود، پروسی‌ها، یوتوینگیایی‌ها و وندها در دو سدهٔ پسین جنگیدند. در حالی که لهستانی‌ها به دنبال چیرگی پروس تحت حمایت آسان‌سازی مسیحی‌سازی پروسی‌ها به مسیحیت بودند، پروسی‌ها در حملات متقابل، بردگان را در سرزمین‌های مرزی خئومنو  و مازوویا اسیر کردند. بخش زیادی از پروسی‌ها غسل تعمید را به اجبار پذیرفتند تنها برای اینکه پس از پایان درگیری‌ها به باورهای مدهبی بومی برگردند. هنری از ساندومیژ در سال ۱۱۶۶ در حال  جنگیدن با پروسی‌ها کشته شد. بولسواف چهارم و کاژیمیش دوم هر کدام سپاهیان بزرگی به پروس گسیل کردند؛ در حالی که نیروهای بولسواف در جنگ چریکی شکست خوردند، کاژیمیش تا مرگش در سال ۱۱۹۴ صلح را تحمیل کرد. پادشاه والدمار دومِ دانمارک نیز تا اسارت در سال ۱۲۲۳ لشکرکشی‌های دانمارکی در سامبیا را پشتیبانی می‌کرد.
در سال ۱۲۰۶، اسقف سیسترسی‌، کریستیان از اولیوا، با پشتیبانی پادشاه دانمارک و دوک‌های لهستانی، هنگام رسیدن به سرزمین خئومنو جنگ‌زده، استعمار بومی‌ها را در وضعیتی بهتر از حد انتظار یافت. او که الهام گرفت، برای آمادگی یک مأموریت بزرگ‌تر به رم رفت. هنگامی که در سال ۱۲۱۵ به خئومنو برگشت، کریستیان پروسی‌ها را به دلیل کنش‌های برادران لیوونی شمشیر در لیوونی یا ترسِ گسترش مسیحی لهستانی خشمگین و خشن یافت. پروسی‌ها خئومنو و پومرلیا را فتح کردند و خئومنو و لوباوا را محاصره کردند و به نوکیشان مسیحی اجازهٔ بازگشت به باورهای بومی پیشا-مسیحی را دادند.
به دلیل افزایش شدت حملات متقابل، پاپ هونوریوس سوم در ماری ۱۲۱۷ یک مهر و موم پاپ به کریستیان فرستاد و به او اجازهٔ موعظه کردن یک جنگ صلیبی ضد پروسی‌های مقاوم داد. سال بعد پروسی‌ها به سرزمین خئومنو و مازوویا دوباره حملهٔ متقابل کردند و ۳۰۰ کلیسا را برای انتقام تاراج کردند. دوک کنراد یکم مازوویا موفق شد با پرداخت غرامت بزرگی پروسی‌ها را بیرون کند که هرچند تنها به تشویق پروسی‌ها منجر شد.

## جنگ صلیبی ۲۳-۱۲۲۲
هونوریوس سوم خواستار یک جنگ صلیبی به رهبری کریستیان از اولیوا شد و نماینده پاپ را اسقف بزرگ گینیزنا، وینتسنتی نیاوک برگزید. صلیبیان آلمانی و لهستانی در ۱۲۱۹ در مازوویا گرد هم آمدند، اما برنامه‌ریزی جدی در ۱۲۲۲ تنها هنگام رسیدن اشرافی مانند دوک هنری از سیلزی، اسقف بزرگ لارنتیوس از وروتسواف و لارنتیوس از لبوس انجام گرفت. حاکمان بر این موافقت کردند که تمرکز اصلی بازسازی دژ استعماری خئومنو بود که دژ آن تقریباً به کل بازسازی شد. هرچند تا سال ۱۲۲۳، بیشتر جنگجویان صلیبی منطقه را ترک کردند و پروسی‌ها سرزمین خئومنو و مازوویا را بار دیگر تاراج کردند که منجر به پناه بردن دوک کنراد به دژ پوتسک شد. سارماتیایی‌ها، حتی به گدانسک در پومرلیا نیز رسیدند.
در سال ۱۲۲۵ یا ۱۲۲۸، چهارده شوالیهٔ آلمانی شمالی توسط کنراد و کریستیان برای تشکیل یک فرقه‌ نظامی بکارگماشته‌شدند. این گروه بعدها به عنوان محفل دوبرین شناخته شد. شوالیه‌های دوبرین ابتدا در راندان پروسی‌ها از سرزمین خئومنو موفق بودند، اما یک حملهٔ متقابل پروسی ضد آن‌ها و کنراد منجر به کشته‌شدن بیشتر شوالیه‌ها شد. دوک سوانتوپلک دوم در پومرانی به بازماندگان پناهندگی داد.

## فراخواندن شوالیه‌های تتونی

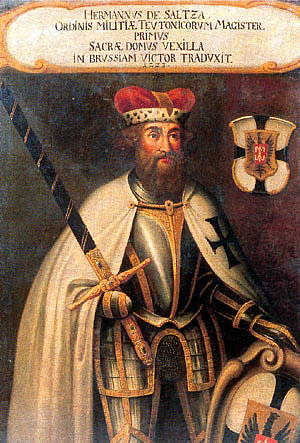
هرمان فون سالزا، استاد بزرگ شوالیه‌های تتونی.

زمانی که کریستیان از اولیوا در رم بود، او با هرمان فون سالزا، استاد بزرگ شوالیه‌های تتونیک ملاقات کرد. با اجازهٔ دوک کنرادِ مازوویا و اشراف مازوویا، کریستیان در سال ۱۲۲۶ از شوالیه‌های تتونیک برای مقابله با پروسی‌ها درخواست کمک کرد. ثبات با پروسی‌ها سپس به کنراد اجازهٔ اینکه دوک بزرگ لهستان بشود را می‌داد. در حالی که هرمان به درخواست لهستانی‌ها علاقه‌مند بود، تمرکز او در کمک کردن به فریدریش دوم در جنگ صلیبی پنجم بود. به دلیل اخراج شوالیه‌ها از بورزنلند در پادشاهی مجارستان، هرمان نیز در تلاش‌های آینده به دنبال خودمختاری بیشتری برای نیروهای خود بود.
هرمان با فریدریش دوم در ریمینی ملاقات کرد و پیشنهاد داد مطیع‌سازی پروسی‌ها باعث می‌شود بتوان راحت‌تر از مرزهای امپراتوری مقدس روم ضد مهاجمان دفاع کرد و احتمالاً به ضدحمله‌های لیتوانیایی ضد جنگ‌های صلیبی مسیحی اشاره می‌کند. امپراتور مقدس روم موافقت خود را با شرکت در مهر و موم پاپی ریمینی در ۱۲۲۶ صادر کرد و به آنها سرزمین خئومنو یا کولمرلند و هر گونه فتوحات آینده را اعطا کرد. مأموریت تغییر دین پروسی‌ها تحت رهبری اسقف کریستیان از اولیوا باقی ماند.

## لشکرکشی‌های نخستین تتونیک
پس از دریافت یا ساختن ادعا بر کولمرلند در سال ۱۲۳۰، هرمان فون سالزا کنراد فون لاندزبرگ را به عنوان نماینده خود با نیروی کوچکی شامل هفت شوالیه تتونیک و ۷۰-۱۰۰ ارباب و گروهبان به مازوویا به عنوان پیش‌لشکر فرستاد. آن‌ها مالکیت وُگِلسَنگ (در زبان آلمانی به معنای «ترانهٔ پرنده»)، یک دژ در حال ساخت توسط کنراد آن سوی شهر آیندهٔ تورون را بر عهده گرفتند. دیگر منابع اشاره می‌کنند که دو شوالیه ساخت وگلسنگ را در سال ۱۲۲۹ آغاز کردند اما به‌زودی توسط پروسی‌ها کشته شدند. کمی پس از رسیدن به وگلسنگ، کنراد فون لاندزبرگ دستور یورش‌های کوچک ضد پاگان‌ها در جنوب ویستولا را صادر کرد، منطقه‌ای که به نسبت امنیت داشت و جمعیت آن ترکیبی از مسیحی و پاگان بود. نیروهای پشتیبان پس از کامل شدن ساخت به وگلسنگ آمدند. نیرویی شامل بیست شوالیه و ۲۰۰ گروهبان که توسط هرمان بالک رهبری می‌شد در سال ۱۲۳۰ رسید.
در حالی که لشکرکشی‌های پیشین لهستانی به سوی شرق و سرزمین‌های نامسکون پروسی بود، شوالیه‌ها به سوی غرب برای ساخت دژهایی در کنار رود ویستولا تمرکز کردند. آن‌ها سالانه هرگاه شوالیه‌های صلیبی از غرب می‌آمدند لشکرکشی می‌کردند. لشکرکشی‌های نخستین در درجهٔ نخست شامل جنگجویان صلیبی لهستانی، آلمانی و پومرانیایی و همچنین برخی از نیروهای کمکی شبه نظامیان پروسی بود. دوک‌های لهستانی و پومرانیایی از طریق فراهم کردن نیروها و پایگاه‌هایشان ضروری بودند. بیشتر جنگجویان صلیبی با باورهای سکولار پس از پایان لشکرکشی‌ها به خانه بر می‌گشتند، و وظیفهٔ استوار کردن فتوحات و مستقر کردن دژهای نوساز را به عهدهٔ شوالیه‌های رهبانی واگذار می‌کردند. برخی از شوالیه‌های سکولار لهستانی مناطق خالی از سکنه، به‌ویژه در کولمرلند می‌گرفتند، هرچند بیشتر مناطق فتح‌شده توسط شوالیه‌های تتونیک حفظ شد. مستعمران از امپراتوری مقدس روم به سوی شرق آمدند و هر سال شهر نویی بنیان‌گذاری می‌کردند.
صلیبیان لشکرکشی به سوی پومسانیایی‌های همسایه و رهبرشان پپین را آغاز کردند. آن‌ها که از نیشاوا با کمک کنراد از مازوویا حمله می‌کردند، کنترل ویرانه‌های تورون امروزی را در دست گرفتند و به سوی روگو که تحت چیرگی پاگان‌ها بود حمله کردند. یک سرلشکر محلی پروسی عقب‌نشینی کرد و دژ را به دست نیروهای صلیبی سپرد، که سپس دژ پروسی را ویران کردند. سرلشکر فراری پروسی ناگهان پپین را به اسارت توسط شوالیه‌ها فریب داد که منجر به پایان مقاومت پروسی‌ها در کلومرلند شد. تا سال ۱۲۳۲، شوالیه‌ها دژ‌های خئومنو و تورون را بازسازی یا بنیان نهادند. پاپ گرگوری نهم درخواست نیروهای کمکی کرد که شامل ۵٬۰۰۰ کهنه‌سرباز تحت رهبری ماگدبورگ بود.
در تابستان سال ۱۲۳۳، شوالیه‌ها یک ارتش صلیبی شامل ۱۰٬۰۰۰ سرباز را رهبری کردند و یک دژ در کفیدزن، پومسانیا بنیان نهادند. دوک‌های پومرلیایی سوانتوپلک و سامبور یک ارتش کوچک‌تر را برای حمله به پوگسانیا در زمستان ۳۴-۱۲۳۳ آماده کردند. پس از یک نبرد نزدیک، پوگسانیایی‌های پاگان با ورود سواره نظام دوک در رودخانه یخ زده سیرگون شکسته شدند و میدان نبرد پس از این به عنوان «میدان مردگان» شناخته شد. ساختن یک دژ در رادزن خومینسکی در سال ۱۲۳۴ کولمرلند شرقی را باثبات کرد.
از سال ۱۲۳۸ تا ۱۲۴۰، شوالیه‌های تتونیک ضد بارتیایی‌ها، ناتانگیایی‌ها و وارمیایی‌ها لشکرکشی کردند. نیروهای کوچکی از شوالیه‌های صلیبی در تلاش برای محاصرهٔ دژ وارمیایی هونِیدا قتل‌عام شدند، که باعث شد مارشال دیتریش فون برنهایم با ارتش بزرگ‌تری برگردد. وقتی فرماندار وارمیایی کودرونه پیشنهاد داد که پاگان‌ها باید تسلیم شوند و تغییر مذهب دهند، توسط سربازان خود کشته شد و باعث شد دیتریش دژ را با موفقیت تسخیر کند. تلاش پروسی‌های محلی برای بازپس‌گیری دژ ناموفق بود و رهبر محلی پروسی پیوپسو کشته شد. نیروهای پشتیبان که توسط اتوی یکم ارسال شدند، چیرگی تتونی‌ها بر ناتانگیا و بارتیا را استوارسازی کرد.

## نخستین خیزش پروسی‌ها

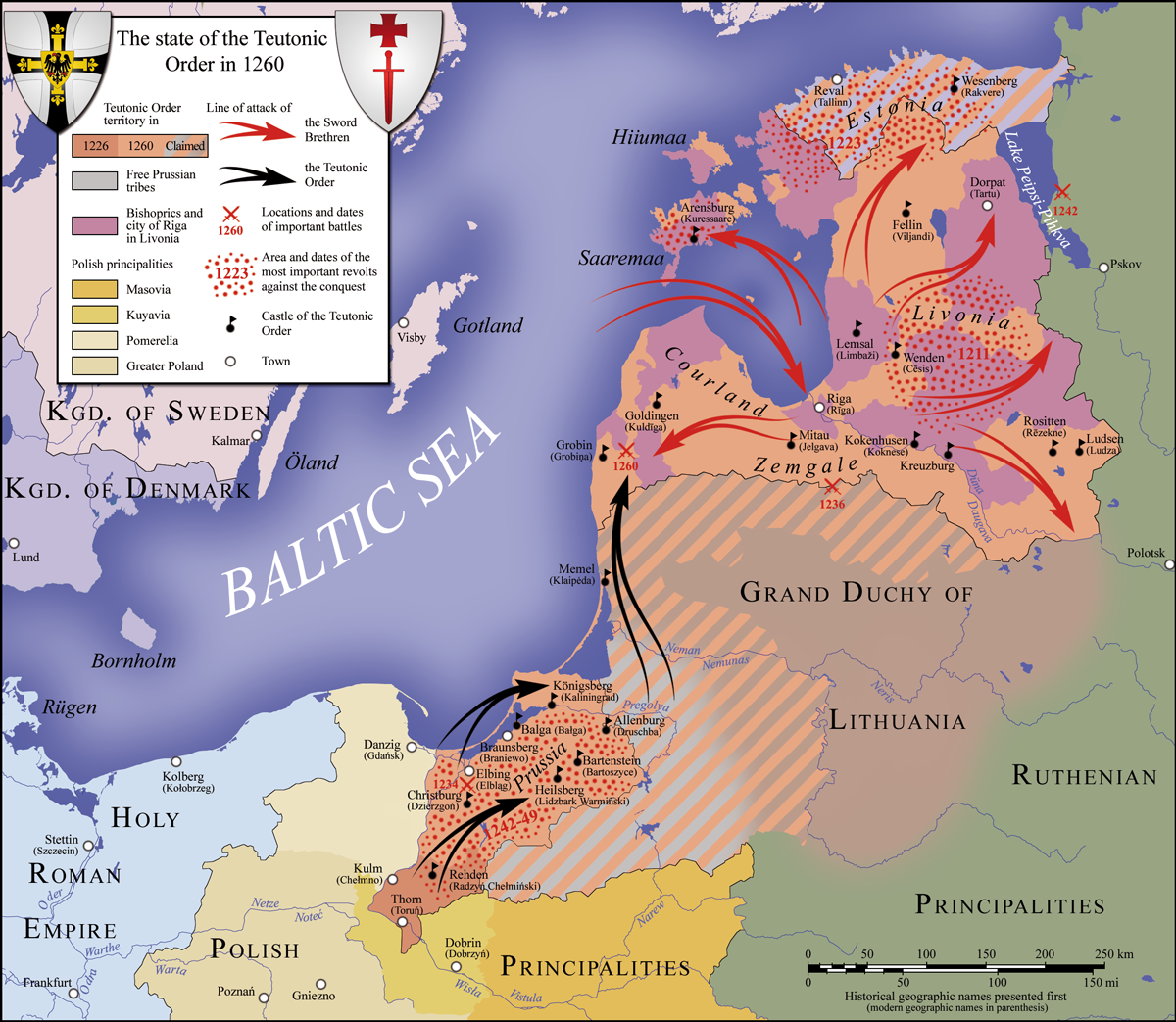
دولت تتونیک، ۱۲۶۰

پیشروی بیشتر شوالیه‌های تتونیک به پروس با رخداد نخستین خیزش پروسی در ۱۲۴۲ کندتر شد. دوک مسیحی، سوانتوپلک از پومرلیا با پروسی‌های فتح‌شده متحد شد و از یک شورش مسلحانه ضد صلیبیان پشتیبانی کرد زیرا از گسترش سریع شوالیه‌ها به سرزمین‌های همسایه آگاه شده بود. گنجایش مقاومت شوالیه‌های تتونیک تضعیف شده بود، زیرا جنگجویان صلیبی کمتری از آلمان می‌آمدند و میان شاهزادگان لهستانی اختلافاتی بود.
سواره‌نظام صلیبی‌ها و توپخانهٔ کمان زنبورکی در زمین هموار کارآمد بود، اما پروسی‌ها در درگیری‌های کوچک‌تر جنگلی باتجربه‌تر بودند. در حالی که پروسی‌ها و پومرلیایی‌ها بیشتر دژهای تتونیک را اشغال می‌کردند و شوالیه‌ها را در رنسن در ۱۲۴۴ شکست دادند، آن‌ها دارای توانایی محاصره‌ای برای تمام کردن کار شوالیه‌ها نبودند. آلمانی‌ها سیاست و دیپلماسی خود برای تفرقه میان سوانتوپلک و پروسی‌ها به کار بردند. لهستانی‌ها به‌دنبال سرزمین‌های شاهزادهٔ پومرلیایی در کنار رود ویستولا بودند، در حالی که نمایندهٔ پاپ، پاپ اوربان چهارم آینده، از مسیحی‌ها می‌خواست تمرکز خود را به جای جنگ با خودشان ضد بت‌پرستان بگذارند. سوانتوپلک در سال ۱۲۴۸ دست از پشتیبانی از پروسی‌ها برداشت و بیشتر پروسی‌ها در فوریه ۱۲۴۹ با پیمان کرایستبورگ صلح را پذیرفتند. پیمان‌نامه آزادی‌های مدنی و خودمختاری قابل‌توجهی را به بومیان مسیحی‌شده می‌داد. در حالی که بیشتر قبایل موارد پیمان‌نامه را دنبال کردند، جنگیدن متناوب تا سال ۱۲۵۳ ادامه یافت و ناتانگیایی‌ها حتی در نوامبر ۱۲۴۹ در نبرد کروکن شوالیه‌ها را شکست دادند.